# 脐草
脐草（学名：Omphalothrix longipes）为玄参科脐草属下的一个种。其种加词“Longipes”意为“长梗的”，“长柄的”。